# Мати і син (фільм, 1931)
«Мати і син» (англ. Mother and Son) — докодексовий звуковий фільм 1931 року режисера Джона П. Маккарті та продюсера Трема Карра. В головній ролі Клара Кімбол Янг.   

## У ролях
- Клара Кімбол Янг — Фаро Ліл Пейтон
- Брюс Уоррен — Джефф Пейтон
- Джон Елліот — містер Вінфілд
- Мілдред Голден — Морін Вінфілд
- Гордон Де Майн — Джо Коннорс
- Ернест Гілліард — Джеймсон
- Сі Дженкс — Саймон Керран
- Томас А. Керран — брокер
- Шайенн Мюссельман — перукар

## Зовнішні посилання
- Mother and Son на сайті IMDb (англ.)
- synopsis на сайті AllMovie (англ.)
- DVD [Архівовано 18 жовтня 2020 у Wayback Machine.] (альфа)